# De eerlijke vinder
De eerlijke vinder (Finders Keepers) is een boek van de Amerikaanse schrijver Stephen King uit 2015. Het is het tweede deel in de 'Bill Hodges-trilogie'.

## Plot
John Rothstein, een teruggetrokken schrijver, wordt tijdens een inbraak in zijn huis vermoord. Morris Bellamy, de moordenaar van Rothstein, neemt naast de kostbaarheden uit het huis ook een aantal onafgewerkte manuscripten mee. Net nadat hij zijn buit heeft verstopt, wordt hij voor een andere misdaad gearresteerd. 
Als hij na 35 jaar vrijkomt, komt hij erachter dat zijn buit verdwenen is. Tiener Peter Saubers heeft de onafgewerkte manuscripten gevonden en is van plan er veel geld mee te verdienen, maar dat is buiten Morris gerekend. Peter en zijn familie worden door de bloeddorstige Morris opgejaagd. In al hun wanhoop richten ze zich tot Bill Hodges om hen te redden.

## Vervolg
In 2016 verscheen End of Watch, vertaald als Wisseling van de wacht, het derde en laatste deel in de Bill Hodges-trilogie.